# 3-氨基苯酚
3-氨基苯酚,又名間氨基苯酚，是一种有机化合物，化学式为C6H4(NH2)(OH)，它是单氨基取代苯酚的同分异构体之一。

## 制备
3-氨基苯酚可以通过氢氧化钠和3-氨基苯磺酸共熔（245℃，6h），酸化得到。间苯二酚和氨水反应也可得到产物。